# Rubner Holding
La Rubner Holding SpA è un'azienda Italiana con sede a Chienes in Alto Adige che opera nei settori del legno, ingegneria edile del legno, grandi progetti chiavi in mano, case in legno e porte in legno. Questa azienda familiare di terza generazione si avvale di circa 1.500 collaboratori distribuiti in 20 filiali in Italia, Austria, Svizzera, Germania, Slovenia, Francia e Polonia.

## Storia
Nel 1926 Josef Rubner Senior costruì a Chienes la prima segheria alimentata ad energia idraulica. Nel 1960 entrano a far parte dell'azienda di famiglia i figli di Josef Rubner: Paul, Pepe e Hermann. Nel 1964 inizia la produzione di porte in legno a Chienes, nel 1966 viene avviata anche la produzione di case prefabbricate in legno. Infine nel 1974 viene fondata la Rubner Holzbau a Bressanone dove ha inizio la produzione di legno lamellare. Nel 1985 parte la produzione delle case Rubner a basso consumo energetico a Chienes. Nel 1990 viene fondata la Holzbau Sud a Calitri e nel 1994 la Rubner rileva l'azienda Nordpan di Valdaora. Nel 1996 viene rilevata la Rubner Holzindustrie in Stiria, poi ampliata per renderla una moderna segheria. Tra il 2004 e il 2005 vengono a mancare i tre fondatori Paul, Pepe e Hermann Rubner. Nel 2005 la terza generazione prende le redini dell'azienda con Stefan, Peter, Joachim e Alfred Rubner. Nel 2006 la Rubner rileva la Glöckel Holzbau a Ober-Grafendorf e investe in una nuova linea di produzione di legno lamellare. Nel 2007 viene fondata la Rubner Objektbau a Chienes per lo sviluppo di grandi progetti chiavi in mano. Nel 2008 la Rubner inaugura la fabbricazione di pannelli in legno massello Nordpan nello stabilimento a Strassen. Nel 2010 viene costituita la Rubner SAS in Francia e nel 2012 la Rubner Holzbau in Germania. Nel 2012 viene aperto un centro Rubner case e porte a Chienes.
Fanno parte del gruppo Rubner 23 aziende, tra cui Rubner RHI, Nordpan, Nordlam, Soligno, Rubner Holzbau, Rubner Objektbau, Rubner Haus, e Rubner Türen. Le filiali sono localizzate a Bressanone, Calitri, Chienes, Ober-Grafendorf, Valdaora, Perca, Prato allo Stelvio, Rohrbach an der Lafnitz, Sarentino e Strassen.
Nel 2008 l'azienda viene insignita del prestigioso Dale Carnegie Leadership Award, già assegnato ad aziende come Coca-Cola, BMW, Adidas e Apple.